# مصارع (القفر)

تعديل مصدري - تعديل

مصارع محلة تابعة لقرية المظل، التابعة لعزلة بني مبارز بمديرية القفر إحدى مديريات محافظة إب في الجمهورية اليمنية، بلغ تعداد سكانها 69 حسب تعداد اليمن لعام 2004.